# Dorsa Barlow
I Dorsa Barlow sono un sistema di creste lunari intitolato al geologo inglese William Barlow nel 1976. Si trova nel Mare Tranquillitatis vicino al confine con il Mare Serenitatis e ha un diametro di circa 120 km.